# Mora IK
Mora IK, Mora Ishockeyklubb, är en ishockeyklubb i Mora i Sverige. Klubben bildades 1935 på initiativ av Gunnar Faleij. Klubben har ett herrlag som från säsongen 2019/2020 spelar i Hockeyallsvenskan efter att ha slagits ut av rivalen Leksand med 4–1 i matcher i direktkvalet till SHL 2019. Degraderingen blev fullbordad 5 april 2019 när Leksands IF avgjorde matchserien i Jalas Arena. Innan dess hade man i 29 säsonger (1975/1976-2003/2004) varit en toppklubb i Sveriges näst högsta division. Mora IK:s supporterklubb heter Faleijs 1935.

## Historik
Mora IK var första klubb i Dalarna att spela ishockey på organiserad nivå, tre år före lokalkonkurrenten Leksands IF. Klubben debuterade i dåvarande högsta divisionen, Svenska serien, säsongen 1945/1946, som första lag från Dalarna. Mora IK var också det första laget utanför Mälardalen att etablera sig i Sveriges högsta division. Därefter spelade Mora IK 21 av 29 säsonger i högsta serien fram till Elitseriens tillkomst säsongen 1975/1976. Svenska mästerskapet i ishockey 1943 spelade klubben sin första SM-kvartsfinal och i Svenska mästerskapet i ishockey 1950 sin första SM-final, som dock förlorades med 2-8 till Djurgårdens IF. Säsongerna i Sveriges högsta division var 1945/1946-1948/1949, 1950/1951-1951/1952, 1953/1954, 1956/1957-1958/1959, 1962/1963, 1964/1965 och 1966/1967-1974/1975.

### Grundande
1937 anslöts Mora IK till Svenska ishockeyförbundet och i december samma år spelades den första ”riktiga” hockeymatchen i Dalarna. MIK besegrar Älvdalen med 5–4 i kylslaget väder, -24 grader. I laget återfinns: Gunnar Faleij, John Cans, Nisse Wikstrand, Nils Persson, Gunnar Eriksson, Karl Moberg, John Andersson, Hans Ebemark och Oscar Lönn. 
Men trots att klubben ansluter sig till ishockeyförbundet tar det lång tid innan klubben gör sin entré i det nationella seriesystemet. Gunnar Faleij åker själv ett flertal gånger till Stockholm för att övertyga ”förbundsgubbarna” om sin klubbs duglighet i att spela ishockey. Att en plats i det nationella seriesystemet är givet. Han pekar på resultat som Mora nått mot mer etablerade klubbar, men får hela tiden nobben. Men inför säsongen 1944/45 finns det ingen som kan stoppa Morkarlarna längre. Förbundet ger klubben sanktion för att beredas en plats i det nationella seriesystemet, och MIK placeras tillsammans med gästrikelagen i division 2. För ishockeyfolket i Mora betydde det givetvis mycket att klubben äntligen blev erkänd på riktigt. 1945 blev också Mora IK för första gången den största idrottsklubben i Mora med 340 medlemmar.

### 1940-talet
Mora IK gör äntligen sin entré i det nationella seriesystemet, då klubben ges en plats i Gästriketvåan säsongen 1944/45. Mora IK vinner serien och får därmed kvala till Allsvenskan. Seger mot Matteuspojkarna, 2–0, och 1–1 mot Västerås gör att Ovansiljanslaget för första gången kvalificerar sig för landets högsta serie till säsongen 1945/46. Den allsvenska premiären spelas på Stadion med Karlberg som motståndare. Stockholmslaget vinner med 5–2, trots att Gunnar Faleij har spionerat på laget. Mora IK håller dock sig kvar i landets högsta serie. Även de efterföljande säsongerna får Mora IK kämpa hårt för att klara nytt kontrakt, men säsongen 1948/49 får klubben tillsammans med Leksand tillfälligt lämna finrummet. Backen Sven Kristoffersson blir Mora IK:s och Dalarnas förste spelare att ta plats i Tre Kronor. Den 25 februari 1948 finns Sven med när Finland besegras med 4–2 i en träningslandskamp.

### 1950-talet
Mora IK når 1950 sin hittills största idrottsliga framgång, då ett SM-silver bärgas. Klubben står också som seriesegrare i division 2, men det överskuggas helt och hållet av framgångarna i SM, som på den här tiden avgörs genom cupspel.
I åttondelsfinalen besegras Gävle GIK (5–4), i kvartsfinalen Södertälje (6–1) och i semifinalen Göta (4–3).
Mora IK har nått SM-final och där är det stora Djurgården som svarar för motståndet. SM-finalen ska bli den åttonde matchen på 14 dagar för många av Moragrabbarna. Tufft spelprogram fanns redan på den här tiden!
Finalen spelas en februarisöndag på Östermalms IP. 6 000 åskådare finns på plats, och de får se ett Moralag kraftigt försenade komma till idrottsplatsen. Tåget från Mora är fullt med folk och är kraftigt försenat när det når slutstationen i Stockholm. I stället för att komma en och en halv timme före matchstart, kommer Moragänget till huvudstaden bara en halvtimme före SM-finalen. Matchstarten skjuts framåt, men så fort Moraspelarna har bytt om ska matchen starta. Någon uppvärmning för dalalaget är inte att tänka på. Flera av Moraspelarna har inte ens hunnit att byta om, när Djurgården gör både 1–0 och 2–0. Till slut vinner Djurgården säkert med 7–2. Insatsen ger en liten artikel i Mora Tidning. Annars gick 50-talet mest som en berg och dalbana för klubben, där det med all tydlighet visade sig att MIK var för bra för att spela i division 2, men inte tillräckligt bra för att spela i landets högsta serie.

### 1960-talet
Först 1963 fick Mora IK en konstfrusen isstadion – Smidjegrav – en satsning som kommunen och klubben finansierade tillsammans. Klubben drog in pengar genom att arrangera populära ”Taknatta” under två somrar.
Men klubbledningen hade redan tankar på ett ishallsbygge, och hösten 1967 stod Mora Ishall färdig. Då var ishallen den snabbast byggda ishallen i Sverige. Kostnaderna för ishallsbygget beräknades till cirka 1,3 miljoner kronor, där klubben själv sköt till närmare 175 000 kronor. Den första matchen i hallen spelades den 6 oktober då Rögle stod för motståndet i en träningsmatch. Den första seriematchen spelades den 26 oktober med Modo som motståndare. Sportsligt sett blev den senare delen av 1960-talet också riktigt bra för Mora IK.
Säsongen 1966/67 var Mora IK en pigg nykomling i landets högsta serie. Det gick så pass bra för laget att man som nykomling direkt tog en plats i SM-slutspelet, där dock Frölunda blev för svåra i kvartsfinalspelet.
Även säsongerna 1967/68, 1968/69 och 1969/70 tog sig klubben till SM-slutspel, som då avgjordes i serieform. MIK blev sjua, åtta och sjua!
Men för många Moraanhängare är 60-talet för alltid förknippat med en viss spelare: ”Lill-Strimma” Svedberg. Stjärnbacken som förgyllde MIK  under fyra säsonger, där han gjorde 34 mål på 94 seriematcher.

### Motgångar på 1970-talet
Efter ett framgångsrikt slut på 60-talet, så blir 1970-talet en tillbakagång för klubben rent sportsligt. Säsongerna 1970/71, 1971/72, 1972/1973, 1973/74 tvingas klubben kvala sig kvar i landets högsta serie. Men 1974/75 går det inte längre. Mora IK tvingas lämna landets högsta serie – och det ska ta lång tid innan laget är tillbaka. Under säsongen förolyckas också spelarna Per-Erik Danielsson och Nils-Göran Olsson i en trafikolycka på riksväg 80 mellan Rättvik och Falun.
Mora IK och kvalspel är något som hör ihop. MIK når kvalserien både säsongen 1975/76 och 1979/80  och är i högsta grad med i kampen om en plats i Elitserien. Men laget räcker inte riktigt till i den kampen. Ett antal seriesegrar i division 1 noteras också. Noterbart är också att 1973 anställdes Jan Simons som klubbens förste heltidsanställde kanslist.

### Kräftgången fortsätter men finns ljus i slutet av tunneln
Mora IK fortsätter att vara att ett givet topplag i division 1, men har svårt att nå långt i kvalspelet till den hägrande Elitserien. Säsongen 1982/83 införs Allsvenskan för det bästa division 1-lagen, och en av de stora pådrivarna för att få till den nya högintressanta skapelsen är Jan Simons. MIK är ett av lagen i den första allsvenskan, men laget slutar näst sist i serien och får inte kvala vidare. Även säsongen därefter tar sig klubben till Allsvenskan, men sedan börjar en sportsligt kärvare tid för klubben.
Inför säsongen 1986/87 gör dock klubben en satsning modell större. En miljonsatsning under benämningen Mora Hockey Pool, där två miljoner kronor skakas fram via villiga företag och privatpersoner. Pengarna ska satsas på elitspelare av hög klass. Men luften gick tidigt ur satsningen. Mora blev inte bättre än fyra i grundserien och tränaren Roger Lindqvist fick sparken redan efter elva omgångar. Säsongen därpå knöt klubben till sig Leif Boork som tränare och ett nytt lag byggdes upp med egna och talangfulla spelare. Lagbygget stärktes hela tiden och säsongen 1989/90 var MIK äntligen tillbaka i Allsvenskan. Visserligen slutade laget näst sist, men drömmen om Elitserien började åter bli en realitet. Profilen Hasse Hansson tackade för sig efter säsongen 1983/84. 487 matcher och 388 mål blev det under tiden i MIK och med tröja nummer 17.

### Jakt på Elitserien under 90-talet
Säsongen 1990/91 började Mora IK åter igen bli ett lag att räkna med. Laget kvalificerade sig för Allsvenskan och där kom bland annat Leksand att stå för motståndet. För första gången sedan säsongen 1974/1975 återfanns de båda dalaklubbarna i samma serie. MIK kom till spel i Allsvenskan med det klart yngsta laget och femte platsen var en klar framgång. Den 13 januari möttes Mora och Leksand i en ishall som var överfylld redan timmar innan matchstart. Matchen slutade 4–4 och oavgjort 4–4 blev det även i returen en månad senare. I det efterföljande playoff-spelet blev Rögle för svårt, och strax därefter valde Leif Boork att bryta sitt kontrakt, då han ansåg att det inte gick att fullfölja satsningen mot Elitserien med de förutsättningar Mora IK kunde erbjuda. En tuff smäll för klubben, som dock satsade vidare och såg till att hålla en fortsatt hög nivå på det sportsliga. Klubben fortsatte att kvalificera sig för spel i Allsvenskan och hade på allvar etablerat sig bland de 20 bästa lagen i Sverige.
Säsongen 1996/97 nådde klubben för första gången sedan säsongen 79/80 kvalserien igen. Under Randy Edmonds ledning nådde laget  en fin fjärdeplats, där elitseriechansen fanns kvar med två omgångar kvar att spela. Under hösten 1998 åkte Mora IK på en skattesmäll. Skattemyndigheten krävde Mora IK på närmare två miljoner kronor. MIK överklagade beslutet, men fick inget gehör för detta och under 1999 betalades de sista pengarna in.
Säsongen 1998/99 nådde Mora IK kvalserien igen, den här gången med Tommy Sandlin som tränare. Det blev en rafflande serie, där Mora slutade trea men där chansen till elitseriespel fanns med ända in i den sista omgången.

### Nytt millennium och äntligen elitserien
Sportsligt sett inleddes 2000-talet på ett dåligt sätt. Klubben nådde inte Superallsvenskan och blev bara tvåa i den norra fortsättningsserien. Även året därefter missades en plats i Superallsvenskan. En klar missräkning för en klubb med höga ambitioner. Men säsongen 2002/03 tog Mora ny sats för att på allvar blanda sig i kampen om en plats i elitserien. Klubben tog sig åter till Superallsvenskan och även om laget slutade näst sist där, så var det starten på något nytt. Något som gav utslag redan säsongen därpå. Och ingen har väl glömt den 10 april 2004. Det var den dagen som Mora IK tog sig upp i landets högsta serie igen, efter en mödosam vandring som pågick i mer än 30 år.

### Kvalseriespelet till Elitserien 2004
Mora vann Superallsvenskan 2004 och tog sig tillsammans med Hammarby IF, Skellefteå AIK och AIK till Kvalserien där de fick sällskap av Elitseriens två jumbolag, Malmö IF och Leksands IF. Malmö spelade i en klass för sig så det stod mellan de övriga fem lagen om vem som skulle knipa den andra biljetten till högsta divisionen.
När två omgångar återstod såg det ut som det skulle bli Skellefteå. Laget hade kvar att möta Leksand och Hammarby, som redan var avhängda, och de behövde bara ta en poäng till. Det såg mörkt ut för Mora som inte lyckats ta en enda poäng i matcherna mot Malmö och Skellefteå. I näst sista omgången mötte man Malmö hemma, och förlorade med 1–3. Lyckligtvis för Mora besegrade Hammarby dock Skellefteå.
I sista omgången mötte Mora Hammarby på bortaplan och vann med 6–3. Men för att Mora skulle ta sig till Elitserien krävdes att Leksand besegrade Skellefteå. Det psykologiska läget för Leksand var inför matchen mycket speciellt: frågan var om de skulle vara motiverade att kämpa när de själva redan var utslagna, och när seger innebar att deras rivaler i Dalarna tog sig till högsta serien. Leksand visade dock inga tendenser till läggmatch utan vann med 3–2. Den 10 april 2004 var Mora därmed klara för Elitserien efter 29 års väntan.

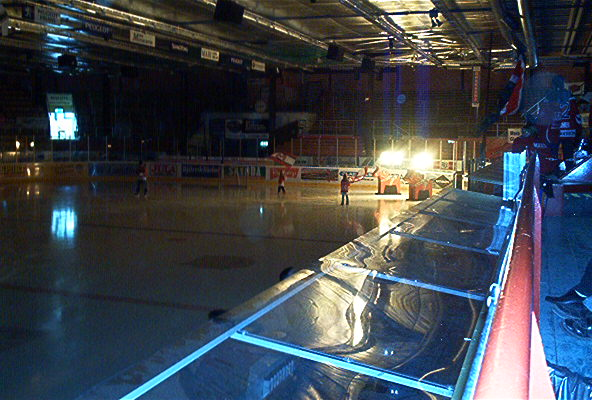
Moras intro

Mora vann för övrigt båda matcherna mot Leksand i kvalet. När Moraspelarnas buss svängde in i Mora kantades vägarna av tusentals marschaller och i slitna Smidjegrav stod närmare 4 000 fans och väntade. En historisk dag på många sätt. Jan Simons och tränaren Harald Lückner hade stor del i framgången.

### Elitserien 2004/2005
Premiärsäsongen i Elitserien, 2004/2005, blev relativt framgångsrik för Mora. Detta var säsongen med lockout och inställd liga i NHL som innebar att Mora kunde fylla på laget med stjärnor som Shawn Horcoff, Dan Cleary, Marian Hossa, Marcel Hossa, Ladislav Nagy och Andreas Lilja. På ynka tre månader förvandlades den gamla och slitna Mora Ishall till den moderna FM Mattsson Arena. Ett rekordbygge i sig. Och även lagbygget blev ett rekordbygge. Mot slutet av säsongen började man dala, men det var aldrig risk för kvalspel och ända fram till sista omgången var man på slutspelsplats. Då avgjordes det till fördel för Södertälje SK som hade bättre målskillnad.
Under samma säsong tog sig Leksands IF tillbaka upp i Elitserien, och den 17 oktober 2005 spelades det första daladerbyt i Elitserien och Mora gick segrande ur striden med siffrorna 2–0. Säsongen 2005/2006 nådde Mora IK SM-slutspel för första gången sedan säsongen 1969/1970, men åkte ut i kvartsfinalspelet mot HV71. Mora förblev dock bäst i Dalarna, eftersom Leksand ramlade ur Elitserien igen. 

#### Daladerbyn– Elitserien 2005/2006
- 17 oktober 2005: Mora-Leksand 2–0 [2]
- 21 november 2005: Mora-Leksand 3–2 [3]
- 24 november 2005: Leksand-Mora 2–1 [4]
- 5 januari 2006: Leksand-Mora 3–0 [5]
- 2 februari 2006: Mora-Leksand 4–3 [6]
- 4 mars 2006: Leksand-Mora 6–2 [7]

### Degradering
Säsongen 2007/08 skulle Mora IK fortsätta att etablera sig som en elitserieklubb. I stället tog klubbens elitseriesaga slut. 2010 valde Jan Simons att sluta som klubbdirektör för Mora IK, efter 36 år i klubben.
Tillbaka i Allsvenskan säsongen 2008/2009 vann Leksands IF serien, medan Mora IK slutade på fjärde plats och därmed gick vidare till för playoff-spel. Där förlorade dock Mora med 1–2 i matcher mot Almtuna IS, och missade därmed chansen att ta sig tillbaka till Elitserien.

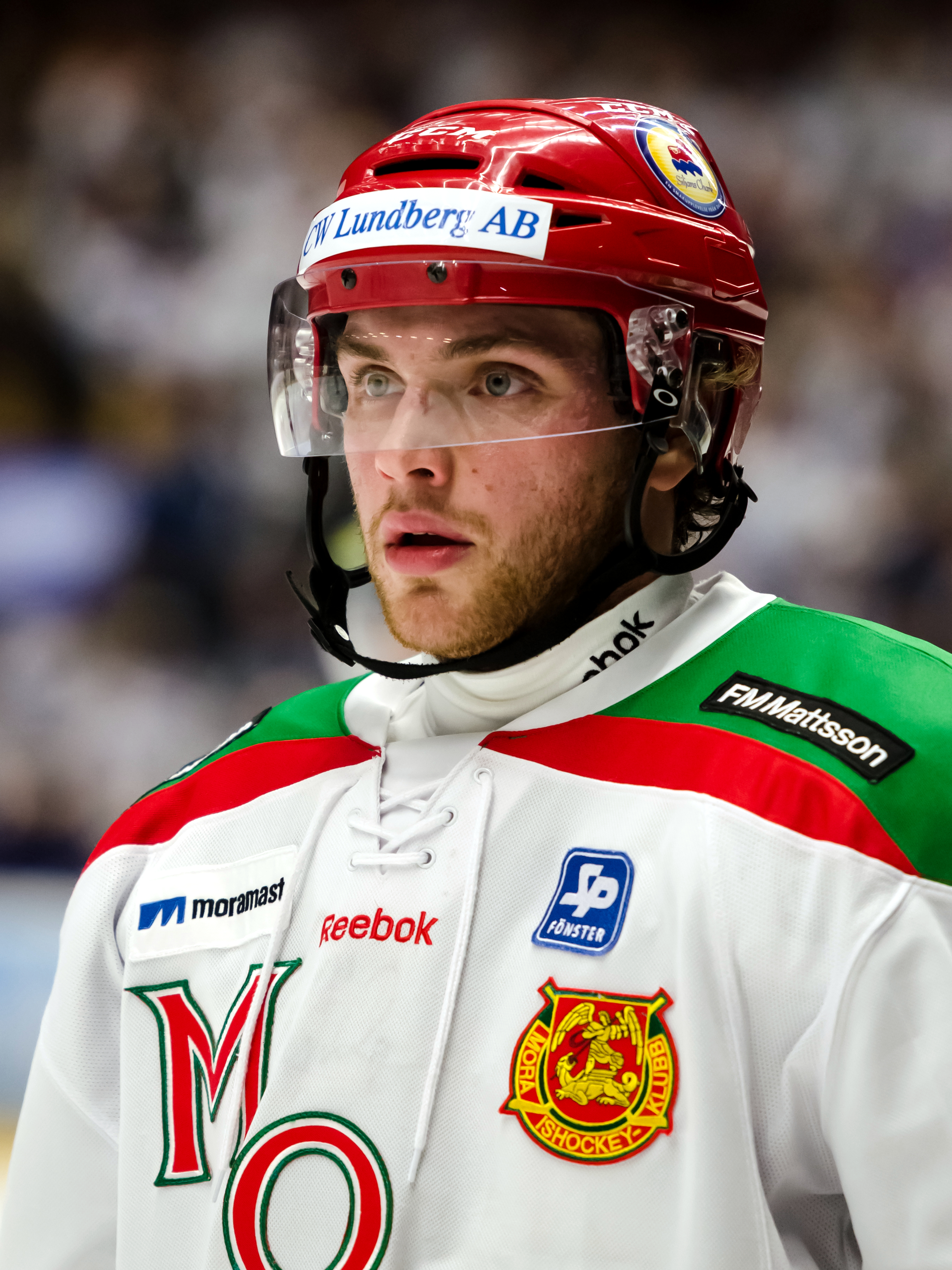
Bobby Ryan 2013

### Konkurshot
Efter säsongen 2012/2013 stod det klart att Mora IK och dess fastighetsbolag hade ekonomiska svårigheter. FM Mattsson arena var i stort behov av renovering, något som beräknades kosta 14,4 miljoner kronor. Samtidigt hade fastighetsbolaget stora likviditetsproblem med leverantörsskulder på cirka en miljon kronor. Dessutom hade Mora IK 2,1 miljoner kronor i skulder för bland annat skatter, leverantörsskulder och löner. Läget var akut och det skulle krävas att åtgärder gjordes snarast för att undvika en konkurs.

Räddningen blev när det på ett kommunfullmäktigemöte beslutades att Mora kommun skulle köpa FM Mattsson arena för 12 miljoner kronor, samt skriva av sina fordringar mot Mora IK:s fastighetsbolag med 17,8 miljoner kronor. Därefter skulle arenan rustas upp för att sedan hyras ut till Mora IK. En av beslutstagarna var den förre klubbdirektören för Mora IK, Jan Simons.

### Jakten på SHL
Jeremy Colliton kom till Mora inför säsongen 2013/2014 och hann bara spela tre matcher innan han la av som 28-åring, på grund av hjärnskakningar. Ett tufft besked för den tidigare lovande JVM-spelaren. Han fortsatte som tränare i klubben och utvecklande den väl. 1 april 2017 var återkomsten till SHL ett faktum efter ett lyckat kvalspel mot ärkerivalen Leksand. I återtåget till ishockeyns finrum, 2018 kom man på trettonde plats och mötte åter Leksand i kval. Man vann kvalet med 4–1 i matcher.

## Säsongsöversikt
Mora IK fick plats i Division II 1944 och vann sin serie första säsongen vilket gav dem en plats i högsta serien, Division I. Som första landsortslag höll man sig dessutom kvar i högsta serien till nästa säsong och sedan ytterligare några säsonger. Från 1966 spelade Mora i högsta seren varje säsong till serieomläggningen 1975 då man flyttades ner till Division II.
| Säsong    | Division            | Placering | Kval/Playoff                                |
| --------- | ------------------- | --------- | ------------------------------------------- |
| 1944/1945 | Division II Norra   | 1         | 2:a i kvalserien, uppflyttade               |
| 1945/1946 | Division I Norra    | 4         |                                             |
| 1946/1947 | Division I Norra    | 4         |                                             |
| 1947/1948 | Division I Norra    | 4         |                                             |
| 1948/1949 | Division I Norra    | 6         | nerflyttade                                 |
| 1949/1950 | Division II Norra   | 1         | uppflyttade                                 |
| 1950/1951 | Division I Norra    | 4         |                                             |
| 1951/1952 | Division I Norra    | 5         | nerflyttade                                 |
| 1952/1953 | Division II Norra   | 1         | uppflyttade                                 |
| 1953/1954 | Division I Södra B  | 5         | nerflyttade                                 |
| 1954/1955 | Division II Norra A | 1         | Kval: Utslagna av Skellefteå                |
| 1955/1956 | Division II Norra   | 1         | Kval: Besegrar Wifsta/Östrand, uppflyttade  |
| 1956/1957 | Division I Norra    | 6         |                                             |
| 1957/1958 | Division I Norra    | 5         |                                             |
| 1958/1959 | Division I Norra    | 7         | nerflyttade                                 |
| 1959/1960 | Division II Östra A | 1         | 4:a i kvalserien                            |
| 1960/1961 | Division II Östra A | 3         |                                             |
| 1961/1962 | Division II Östra A | 1         | 1:a i kvalserien, uppflyttade               |
| 1962/1963 | Division I Norra    | 6         | 6:a i kvalificeringsserien, nerflyttade     |
| 1963/1964 | Division II Östra A | 1         | 2:a i kvalserien, uppflyttade               |
| 1964/1965 | Division I Norra    | 8         | 4:a i kvalificeringsserien, nerflyttade     |
| 1965/1966 | Division II Östra A | 1         | 2:a i kvalserien, uppflyttade               |
| 1966/1967 | Division I Norra    | 2         | SM: Utslagna av Västra Frölunda             |
| 1967/1968 | Division I Norra    | 3         | 7:a i mästerskapsserien                     |
| 1968/1969 | Division I Norra    | 4         | 8:a i mästerskapsserien                     |
| 1969/1970 | Division I Södra    | 3         | 7:a i mästerskapsserien                     |
| 1970/1971 | Division I Södra    | 7         | 1:a i kvalificeringsserien                  |
| 1971/1972 | Division I Södra    | 7         | 3:a i kvalificeringsserien 2:a i kvalserien |
| 1972/1973 | Division I Södra    | 8         | 3:a i kvalificeringsserien 1:a i kvalserien |
| 1973/1974 | Division I Södra    | 7         | 3:a i kvalificeringsserien                  |
| 1974/1975 | Division I          | 12        | nerflyttade                                 |

| År   | Resultat                                   |
| ---- | ------------------------------------------ |
| 1942 | Utslagna i första omgången av Brynäs       |
| 1943 | Utslagna i kvartsfinalen av Hammarby IF    |
| 1944 | Utslagna i andra kvalomgången av Karlberg  |
| 1945 | Utslagna i första omgången av Karlberg     |
| 1946 | Utslagna i kvartsfinalen av IK Göta        |
| 1947 | Utslagna i andra omgången av AIK           |
| 1948 | Utslagna i andra omgången av Gävle         |
| 1950 | Förlorar finalen mot Djurgården, SM-silver |
| 1951 | Utslagna i andra omgången av Skellefteå    |

När Elitserien bildades 1975 minskades antalet lag i högsta serien och Mora platsade inte längre. Nu följde en lång rad säsonger i toppen av Division I som nu vara andraligan. Mora vann ofta sin serie (vanligtvis Division I västra). De flesta säsongerna spelade man playoff och/eller Allsvenskan och vid några tillfällen kvalade man till Elitserien. 
| Säsong    | Division          | Placering | Vårserie                  | Kval/Playoff/SM                                                    |
| --------- | ----------------- | --------- | ------------------------- | ------------------------------------------------------------------ |
| 1975/1976 | Division I Västra | 1         |                           | Playoff: Besegrar Luleå och Strömsbro 3:a i kvalserien             |
| 1976/1977 | Division I Västra | 2         |                           | Playoff: Besegrar IFK Kiruna, utslagna av Timrå                    |
| 1977/1978 | Division I Västra | 1         |                           | Playoff: Besegrar Kiruna AIF, utslagna av IFK Kiruna               |
| 1978/1979 | Division I Västra | 1         |                           | Playoff: Besegrar Nybro, utslagna av HV71                          |
| 1979/1980 | Division I Västra | 1         |                           | Playoff: Besegrar Nybro och Karlskrona, 3:a i kvalserien           |
| 1980/1981 | Division I Västra | 1         |                           | Playoff: Besegrar Kiruna AIF, utslagna av Hammarby                 |
| 1981/1982 | Division I Västra | 2         |                           | Playoff: Besegrar Troja, utslagna av Södertälje                    |
| 1982/1983 | Division I Västra | 1         | 7:a i Allsvenskan         |                                                                    |
| 1983/1984 | Division I Västra | 1         | 4:a i Allsvenskan         | Playoff: Utslagna av VIK Hockey                                    |
| 1984/1985 | Division I Västra | 4         | 2:a i fortsättningsserien | Playoff: Besegrar Timrå och Västra Frölunda                        |
| 1985/1986 | Division I Västra | 3         | 1:a i fortsättningsserien | Playoff: Utslagna av Malmö                                         |
| 1986/1987 | Division I Västra | 4         | 2:a i fortsättningsserien |                                                                    |
| 1987/1988 | Division I Västra | 6         | 2:a i fortsättningsserien | Playoff: Utslagna av Timrå                                         |
| 1988/1989 | Division I Västra | 4         | 1:a i fortsättningsserien | Playoff: Utslagna av Mölndal                                       |
| 1989/1990 | Division I Västra | 2         | 9:a i Allsvenskan         |                                                                    |
| 1990/1991 | Division I Västra | 2         | 5:a i Allsvenskan         | Playoff: Utslagna av Rögle                                         |
| 1991/1992 | Division I Västra | 1         | 5:a i Allsvenskan         | Playoff: Utslagna av Vita Hästen                                   |
| 1992/1993 | Division I Östra  | 1         | 6:a i Allsvenskan         | Playoff: Besegrar Sundsvall/Timrå, utslagna av Troja               |
| 1993/1994 | Division I Västra | 2         | 5:a i Allsvenskan         | Playoff: Besegrar Hammarby, utslagna av Vita Hästen                |
| 1994/1995 | Division I Västra | 1         | 8:a i Allsvenskan         | Playoff: Utslagna av IK Pantern                                    |
| 1995/1996 | Division I Västra | 1         | 8:a i Allsvenskan         | Playoff: Besegrar Grums, utslagna av Rögle                         |
| 1996/1997 | Division I Västra | 1         | 5:a i Allsvenskan         | Playoff: Besegrar Tingsryd, utslagna av Skellefteå                 |
| 1997/1998 | Division I Västra | 1         | 4:a i Allsvenskan         | Playoff: Besegrar Rögle, utslagna av Björklöven                    |
| 1998/1999 | Division I Västra | 1         | 3:a i Allsvenskan         | Playoff: Besegrar Rögle och Timrå 3:a i kvalserien till Elitserien |

Vid millennieskiftet organiserades ligasystemet om igen och Allsvenskan bildades som andraserie. Mora, som hela tiden varit ett topplag i Division I, kvalificerade sig från start. Till 2004 kvalificerade man sig åter igen för högsta serien, nu i form av Elitserien. Där blev man kvar i fyra säsongen innan man återvände till Hockeyallsvenskan, men 2017–2019 kvalificerade man sig ännu en gång för högsta serien som nu hette Svenska Hockeyligan. 
| Säsong    | Division            | Placering | Vårserie               | Kval/Playoff/SM                                                                          |
| --------- | ------------------- | --------- | ---------------------- | ---------------------------------------------------------------------------------------- |
| 1999/2000 | Allsvenskan Södra   | 2         | 6:a i Superallsvenskan | Playoff: Besegrar Hammarby, utslagna av Nyköping                                         |
| 2000/2001 | Allsvenskan Norra   | 8         | 2:a i vårserien        | Playoff: Besegrar Tingsryd, utslagna av Hammarby                                         |
| 2001/2002 | Allsvenskan Södra   | 6         | 1:a i vårserien        | Playoff: Utslagna av Skellefteå                                                          |
| 2002/2003 | Allsvenskan Södra   | 2         |                        |                                                                                          |
| 2003/2004 | Allsvenskan Södra   | 2         | 1:a i Superallsvenskan | 2:a i kvalserien, uppflyttade                                                            |
| 2004/2005 | Elitserien          | 9         |                        |                                                                                          |
| 2005/2006 | Elitserien          | 8         |                        | SM: Utslagna av HV71 i kvartsfinalen                                                     |
| 2006/2007 | Elitserien          | 8         |                        | SM: Utslagna av Färjestad i kvartsfinalen                                                |
| 2007/2008 | Elitserien          | 11        |                        | 4:a i kvalserien till Elitserien, nerflyttade                                            |
| 2008/2009 | Hockeyallsvenskan   | 4         |                        | Playoff: Utslagna av Almtuna                                                             |
| 2009/2010 | Hockeyallsvenskan   | 7         |                        |                                                                                          |
| 2010/2011 | Hockeyallsvenskan   | 7         | 1:a i förkvalsserien   | 6:a i kvalserien                                                                         |
| 2011/2012 | Hockeyallsvenskan   | 8         |                        |                                                                                          |
| 2012/2013 | Hockeyallsvenskan   | 8         |                        |                                                                                          |
| 2013/2014 | Hockeyallsvenskan   | 6         | 4:a i Playoffserien    |                                                                                          |
| 2014/2015 | Hockeyallsvenskan   | 7         | 5:a i Slutspelsserien  |                                                                                          |
| 2015/2016 | Hockeyallsvenskan   | 6         | 2:a i Slutspelsserien  |                                                                                          |
| 2016/2017 | Hockeyallsvenskan   | 1         |                        | Vinner Hockeyallsvenska finalen mot Karlskoga Vinner direktkval mot Leksand, uppflyttade |
| 2017/2018 | Svenska Hockeyligan | 13        |                        | Besegrar Leksand i direktkval                                                            |
| 2018/2019 | Svenska Hockeyligan | 13        |                        | Förlorar direktkval mot Leksand, nerflyttade                                             |
| 2019/2020 | Hockeyallsvenskan   | 9         |                        |                                                                                          |
| 2020/2021 | Hockeyallsvenskan   | 6         |                        | Slutspel: Utslagna av Björklöven                                                         |
| 2021/2022 | Hockeyallsvenskan   | 7         |                        | Slutspel: Besegrar Tingsryd, utslagna av Karlskoga                                       |
| 2022/2023 | Hockeyallsvenskan   | 3         |                        | Slutspel: Besegrar Södertälje, utslagna av Modo                                          |
| 2023/2024 | Hockeyallsvenskan   | 5         |                        | Slutspel: Besegrar AIK, utslagna av Djurgården                                           |
| 2024/2025 | Hockeyallsvenskan   | 7         |                        | Slutspel: Besegrar Västerås, utslagna av Djurgården                                      |

## Kända Mora-spelare

### "Tröjor i taket"
- Nr 9 – Håkan Bogg
- Nr 14 – Mats ''Tuppen'' Lönn[14]
- Nr 17 – Hasse Hansson
- Nr 24 – Bengt Åkerblom †
- Nr 78 – Mikael Simons
- Nr 1 - Thomas Melin

### Andra kända spelare
- Lennart Svedberg †

### Övriga
| - Greger Artursson - Björn Berggren - Håkan Bogg - Pavel Brendl - Daniel Cleary - Pär Djoos | - Marcus Eriksson - Mattias Ekholm - Mats Grötting - Shawn Horcoff - Marian Hossa - Marcel Hossa | - Örjan Karlsson - Anze Kopitar - Sven Kristoffersson - Andreas Lilja - Ken Lovsin - Mats Lusth | - Jonathan Granström - Thomas Melin - Ladislav Nagy - Mattias Norström - Rastislav Pavlikovsky | - Patrik Ross - Bobby Ryan - Mikael Wikstrand - Mikael Simons - Arto Sirviö | - Emil Skoglund - Ronnie Sundin - Jocke Tacks - Mikael Westerling - Peter Åslin † |

### Kända supportrar
- Per Holknekt, designer[15]
- Joakim Cans, sångare Hammerfall[15]
- Mikael Wikstrand, hockeyspelare [16]
- Lisah Silfwer, nyhetsankare på Expressen [17]